# クロアチアの風力発電

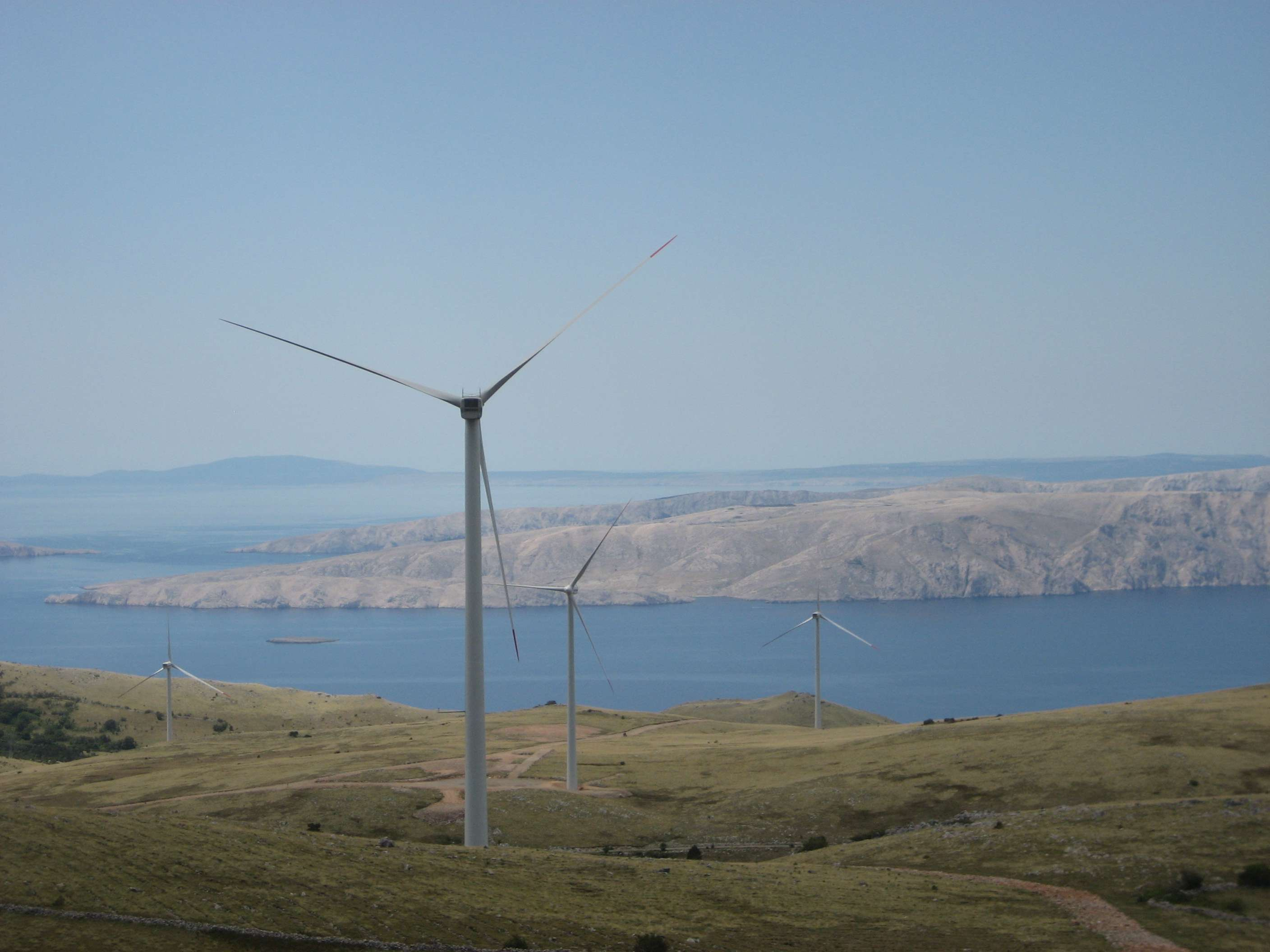
Windpark near Senj, Croatia

クロアチアの風力発電ではクロアチアにおける風力発電について説明する。

## 概要
クロアチア初めての集合型風力発電所は2004年にパグ島で導入された。2006年にはシベニク近郊で新たに風力発電所が開所した。2007年7月1日クロアチア政府は再生可能エネルギーによる発電への刺激策として、固定価格買い取り制度を含め5つの条例を制定した。2010年12月時点で風力発電の累積導入量は69,8 MWである。
国内最大の風力発電開発会社はAdria Wind Powerである。海外企業ではスペインのアクシオナ社が投資を行っている
現在クロアチアでは合計204機の風力発電機が稼動しており合計207.1MWの電力を発電しているが、新発電機が次々に運用を開始しており、2014年の初めには導入容量が320MWに上ることが予想されており、さらに960機の風力発電機が建設中で、これらがクロアチアの国家電力網に接続されれば、2015年末には風力だけで1GWより多い電力を発電可能であるとされる。2013年の初期、クロアチアは15.8%程度を再生可能エネルギーから発電しており、政府は2020年までにクロアチアの全エネルギーの35-40%を風力と太陽光から発電することを計画しており、目標達成のために新しい戦略を採用した。。2014年末までに、クロアチアの再生可能エネルギーは太陽光と風力だけで527MW程を発電することが期待されており、これによって自然エネルギーからの電力が国内総電力消費の20%になるとされ、EUが2020年に設定している目標を大きな余裕を持って達成するとされる。現在の成長率と、計画された投資が5-7年続いた場合、風力及び太陽光からの発電はクロアチアの総エネルギー消費量の40%に到達し、ドイツ、スウェーデン、ノルウェー、デンマーク、フィンランド、オーストラリアなどの目標としている50%も可能とされる。